# Oleksandr Sitkowskyj

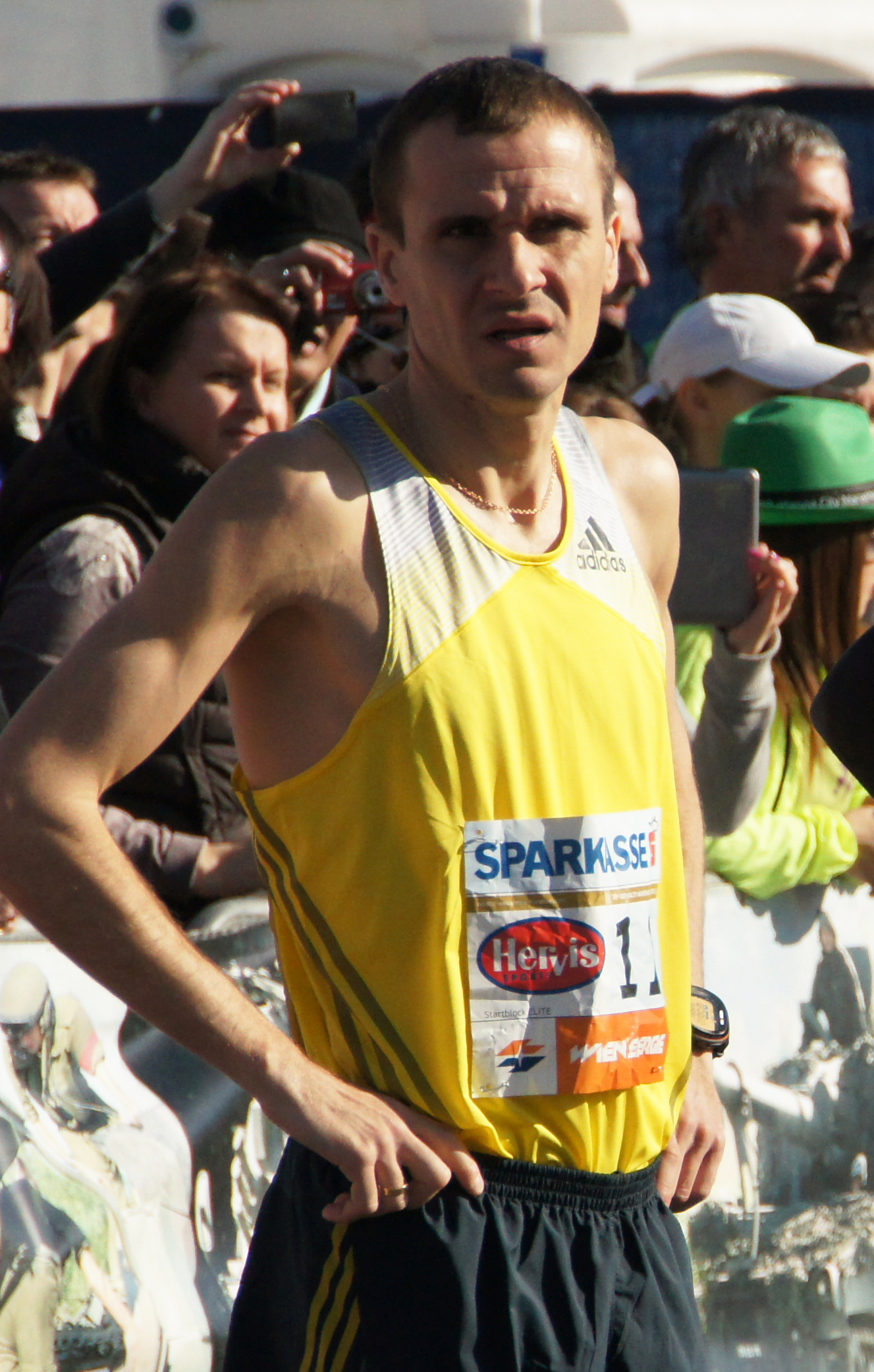
Sitkowskyj, Wien 2013.

Oleksandr Wassyljowytsch Sitkowskyj (ukrainisch Олександр Васильович Сітковський, engl. Transkription Oleksandr Sitkovskyy; * 9. Juni 1978 in Schowti Wody, Ukrainische SSR) ist ein ukrainischer Marathonläufer.
2006 siegte er auf der Halbmarathonstrecke des Linz-Marathons und wurde Vierter beim Ljubljana-Marathon, den er 2007 gewann. 2008 wurde er mit seiner persönlichen Bestzeit von 2:10:18 h Zweiter beim Turin-Marathon. Er qualifizierte sich damit für den Marathon der Olympischen Spiele in Peking, bei dem er allerdings das Ziel nicht erreichte.
2009 wurde er Fünfter beim Rock ’n’ Roll Marathon und stellte beim La-Rochelle-Marathon mit 2:10:27 einen Streckenrekord auf.
2016 nahm er an den Olympischen Sommerspielen in Rio de Janeiro teil.
Beim Marathon der Olympischen Sommerspiele 2020, der abweichend in Sapporo stattfand, kam er nicht ins Ziel.